# Jan I. ze Švamberka
Jan I. ze Švamberka († 1409/1410?) byl český šlechtic z rodu pánů ze Švamberka. Zprvu se měl stát církevním hodnostářem, ale po smrti svých bratrů Buška a Bohuslava se ujal správy rodového panství. Na začátku 15. století patřil k hlavním odpůrcům krále Václava IV., který ho roku 1409 za zradu odsoudil k trestu smrti stětím.

## Rodina
Jan se narodil ve druhé polovině 14. století jako nejmladší syn Bohuslava III. ze Švamberka. Podle Jiřího Jánského byla jeho matkou Bohuslavova druhá manželka Kunka Švihovská z Rýzmberka. Oženil se s Alenou, snad z Lichtenburka, se kterou měli syna Jana Krušinu, jenž se oženil s Hedvikou z Rožmitálu, sestrou královny Johany. Založili tak přimdeckou větev rodu pánů ze Švamberka.

## Kariéra
Pro nejmladšího Bohuslavova syna byla zvolena církevní kariéra, a Jan se tak roku 1390 stal kanovníkem svatovítské kapituly. Nenechal se však vysvětit, ale přesto roku 1394 od svých bratrů Ratmíra a Bohuslava přijal místo faráře u lestkovského kostela svatého Prokopa. K odchodu z Prahy jej mohla přimět neúspěšná snaha stát se proboštem v Toužimi. Později se stal také farářem v Domaslavi, ale 3. února 1397 na tamní místo rezignoval a vrátil se do výnosnějšího Lestkova. V obou případech za něj bohoslužebné úkony vykonávali střídníci.
Jan roku 1400 zcela opustil církevní dráhu a o rok později převzal od bratra Bohuslava Bor. Bohuslav krátce poté zemřel, takže Janovi připadl i Švamberk. Aby vyrovnal dědické nároky svého příbuzného Neostupa II. nebo III. z lestkovské větve rodu, postoupil mu plat ve výši 74 kop grošů ročně.
V letech 1399–1402 probíhal v západních Čechách odboj rodů Švamberků a Švihovských z Rýzmberka proti králi Václavovi IV. Janova účast na něm je doložena v popravčí knize pánů z Rožmberka, v níž se nachází zápis z roku 1401, podle nějž posádka hradu Skály na cestách olupovala za Janovy účasti měšťany z Klatov a jiných královských měst.
Roku 1403 se poměry v zemi uklidnily a Jan ze Švamberka spolu s Benešem z Hořovic a mosteckým purkrabím Petrem z Milíčovic zprostředkovali jednání s Vilémem Míšeňským, jehož výsledkem bylo předání hradu Střekova bratrům Dobešovi a Otovi z Bran. Následujícího roku se Jan ze Švamberka stal tachovským hejtmanem a zástavním majitelem Tachova.
V roce 1405 se Jan v Praze společně s Hynkem, řečeným Suchý Čert, zaručil za Heralta z Kunštátu a jeho stejnojmenného syna, kteří tehdy přistoupili na mír s králem Václavem. Oba ručitelé se v případě porušení míru pány z Kunštátu zavázali zaplatit pokutu 1 500 kop českých grošů. Heraltové dohodnutý mír porušili už v únoru 1406 přepadením Vodňan, ale Jan ze Švamberka ani Hynek Suchý Čert pokutu nezaplatili.
Druhým velkým Janovým prohřeškem se stala nečinnost po přepadení bavorského města Bärnau, které tehdy bylo českým lénem. Město roku 1405 dobyl Ruprecht Falcký, který se stal německým králem po Václavově sesazení v roce 1400. Tachovský hejtman proti němu nezakročil, a dokonce ignoroval vpád bavorského vojska do Čech v roce 1406. Bavory odrazilo až královské vojsko chotěšovského probošta Sulka z Hrádku. Následovalo odvetné tažení vedené arcibiskupem Zbyňkem Zajícem z Hazmburka, při němž byl obležen i Tachov, který Jan ze Švamberka odmítl vydat. Hejtman na poslední chvíli město prodal svému příbuznému Bavorovi ze Švamberka z lestkovské větve ze tisíc kop grošů. Zamýšlel zřejmě uprchnout do Falce, ale při dobytí města byl i se synovcem Václavem ze Švamberka zajat. Zatímco Václav byl omilostněn, Jan ze Švamberka zůstal ve vězení do roku 1409 nebo 1410, kdy byl popraven stětím.